# E. Jean Carroll
Elizabeth Jean Carroll (Detroit, Míchigan, 12 de diciembre de 1943) es una periodista, autora y columnista de asesoramiento estadounidense. Su columna «Ask E. Jean» apareció en la revista Elle desde 1993 hasta 2019, convirtiéndose en una de las columnas de consejos más antiguas en las publicaciones estadounidenses. En su libro de 2019, ¿Para qué necesitamos a los hombres?, Carroll acusó al director ejecutivo de CBS Les Moonves y a Donald Trump de agredirla sexualmente a mediados de la década de 1990. Tanto Moonves como Trump negaron las acusaciones.
Carroll demandó a Trump en el Tribunal de Distrito de los Estados Unidos para el Distrito Sur de Nueva York (presentado originalmente en la Corte Suprema de Nueva York) por difamación y agresión. El 9 de mayo de 2023, un jurado declaró a Trump responsable de difamación y abuso sexual contra Carroll y le otorgó 5 millones de dólares en daños y perjuicios. El 26 de enero de 2024, un jurado declaró a Trump responsable de difamación contra Carroll con respecto a sus comentarios después del primer veredicto, y le otorgó 83,3 millones de dólares adicionales en daños y perjuicios.

## Primeros años
Elizabeth Jean Carroll nació el 12 de diciembre de 1943 en Detroit, Míchigan. Su padre, Thomas F. Carroll Jr., era inventor y su madre, Betty (de soltera McKinney) Carroll, era una política republicana en el condado de Allen, Indiana. Carroll, el mayor de cuatro hermanos, se crio en Fort Wayne, Indiana, con dos hermanas y un hermano; cuando era niña, la llamaban "Betty Jean", "Jeannie" y "Betty". Asistió a la Universidad de Indiana. Pi Beta Phi y animadora, fue coronada Miss Indiana University en 1963, y en 1964, como representante de la universidad, ganó el título de Miss Cheerleader USA. Apareció en el programa televisivo "Para decir la verdad" en 1964.

## Carrera profesional

### Columna: Pregúntale a E. Jean
La columna "Ask E. Jean" de Carroll apareció en Elle desde 1993 hasta 2020. Ampliamente leída, fue aclamada por las opiniones de Carroll sobre el sexo, su insistencia en que las mujeres "nunca nunca" deberían estructurar sus vidas en torno a los hombres y su compasión por los escritores de cartas. experimentando situaciones difíciles de la vida. Cuando debutó, Amy Gross, ex editora en jefe de Elle, comparó la columna con poner a Carroll en un "caballo salvaje", describiendo sus respuestas a los lectores como "los aplausos, los gritos y los gritos de una mujer intrépida que se divierte bien". viejos tiempos." El estilo de escritura de Carroll a menudo incorpora humor.
Carroll fue despedido de Elle en febrero de 2020; escribió en Twitter que fue despedida "porque Trump ridiculizó mi reputación, se rió de mi apariencia y me arrastró por el barro".  Elle sostuvo que la decisión de despedir a Carroll fue una decisión comercial no relacionada con Trump.

### Televisión: Pregúntale a E. Jean, Saturday Night Live
Carroll escribió para la duodécima temporada de Saturday Night Live en 1986 y 1987. Fue nominada a un premio Primetime Emmy por mejor guion para una serie de variedades en la 39.ª edición de los premios Primetime Emmy en 1987. La entrada de la Academia de Televisión para su nominación incluye erróneamente su nombre como "Jean E. Carroll".
De 1994 a 1996, Carroll fue el presentadora y productora de la serie de televisión Ask E. Jean que se emitió en America's Talking de NBC, el predecesor de MSNBC. Entertainment Weekly llamó a Carroll "el presentador de programas de entrevistas por cable más entretenido que jamás verás".  Carroll y el programa fueron nominados para un premio CableACE en 1995.

### Revistas, libros y antologías
Además de escribir para revistas como The Atlantic y Vanity Fair, Carroll se desempeñó como editora colaboradora de Outside, Esquire, New York, y Playboy. Fue la primera editora colaboradora de Playboy.
Carroll era conocida por sus narrativas en primera persona de estilo gonzo. Caminó hasta las Montañas de las Estrellas con un rastreador Atbalmin y un guerrero Telefomin, hizo una crónica de las vidas de las fanáticas del baloncesto en una historia llamada "El amor en los tiempos de la magia"; y fue a Indiana para investigar por qué cuatro granjeros blancos Los niños fueron expulsados de la escuela por vestirse como artistas negros en "El regreso del negro blanco". Se mudó con sus antiguos novios y sus esposas; y se fue de campamento con Fran Lebowitz. Bill Tonelli, su editor de Esquire y Rolling Stone, dijo en una entrevista de 1999 que todas las historias de Carroll eran "prácticamente lo mismo. Es decir: '¿Cómo es esta persona cuando está en una habitación con E. Jean? ' Ella es institucionalmente incapaz de no ser interesante."
El trabajo de Carroll se ha incluido en antologías de no ficción como The Best of Outside: The First 20 Years (Vintage Books, 1998), Out of the Noosphere: Adventure, Sports, Travel, and the Environment (Fireside, 1998) y Sand in. My Bra: Mujeres divertidas escriben desde la carretera (Traveller's Tales, 2003). Su historia de 2002 para Spin, "The Cheerleaders", fue seleccionada como una de las "Mejores crónicas sobre crímenes reales" del año. Apareció en Best American Crime Writing, editado por Otto Penzler, Thomas H. Cook y Nicholas Pileggi (Pantheon Books, 2002).
En 1993, Dutton publicó la biografía de Carroll sobre Hunter S. Thompson, Hunter: The Strange and Savage Life of Hunter S. Thompson. Sus memorias, ¿Para qué necesitamos a los hombres?: Una propuesta modesta se publicaron en junio de 2019. El título hace referencia a la sátira de 1729 Una propuesta modesta de Jonathan Swift. En 2019, The New York Times se refirió a Carroll como "la respuesta del feminismo a Hunter S. Thompson".
En 2020 y 2021, para The Atlantic, Carroll escribió una serie de artículos que describían a varias de las 25 mujeres que acusaron a Trump de conducta sexual inapropiada. Su perfil de Jill Harth, quien alegó que Trump la había manoseado, apareció en Vanity Fair en enero de 2021. En octubre de 2021, This American Life presentó a Carroll conversando con Jessica Leeds, quien también acusó a Trump de conducta sexual inapropiada.

## En línea
En 2002, Carroll cofundó greatboyfriends.com con su hermana, Cande Carroll. En el sitio, las mujeres se recomendaban mutuamente a sus exnovios. GreatBoyfriends fue adquirida por The Knot Inc. en 2005. En 2004, lanzó Catch27.com, una parodia de Facebook. En el sitio, las personas colocaban sus perfiles en tarjetas coleccionables y se compraban, vendían e intercambiaban entre sí.  Lanzó una versión en línea de su columna, Askejean.com, en 2007. En 2012, Carroll cofundó Tawkify, "un conserje personal para citas". También asesoró al equipo de emparejamiento de Tawkify.

## Casos de abuso sexual y difamación por parte de Donald Trump
El 21 de junio de 2019, Carroll publicó un artículo en la revista New York que afirmaba que Donald Trump la había agredido sexualmente a finales de 1995 o principios de 1996 en los grandes almacenes Bergdorf Goodman en la ciudad de Nueva York. Se publicaron más detalles del incidente en su libro ¿Para qué necesitamos hombres?: Una propuesta modesta. Carroll dijo que al salir de la tienda se topó con Trump y este le pidió ayuda para comprar un regalo para una mujer. Después de sugerir un bolso o un sombrero, supuestamente los dos pasaron a la sección de lencería y bromearon acerca de que el otro se probaba algo. Carroll dijo que terminaron juntos en un camerino, cuya puerta estaba cerrada, y Trump la besó con fuerza, le bajó las medias y la violó antes de que pudiera escapar. Manifestó que el incidente duró menos de tres minutos. Lisa Birnbach y Carol Martin dijeron a la revista New York que Carroll les había confiado poco después del asalto.
Trump negó las acusaciones y afirmó que nunca había conocido a Carroll.< Sin embargo, Carroll proporcionó a Nueva York una fotografía de ella socializando con Trump en 1987. Trump desestimó el significado de la fotografía.
Carroll inicialmente decidió no describir la agresión sexual como violación, sino que la describió como una pelea. "Mi palabra es lucha. Mi palabra no es la palabra víctima... luché"."

## Demanda por difamación
En noviembre de 2019, Carroll presentó una demanda por difamación ante la Corte Suprema de Nueva York. La demanda afirmaba que Trump había dañado su reputación, la había perjudicado sustancialmente a nivel profesional y le había causado dolor emocional. Carroll afirmó: "Hace décadas, el ahora presidente de Estados Unidos me violó. Cuando tuve el coraje de hablar sobre el ataque, difamó mi carácter, me acusó de mentir para beneficio personal, incluso insultó mi apariencia". Dijo que estaba "presentando esta (demanda) en nombre de todas las mujeres que alguna vez han sido acosadas, agredidas, silenciadas o denunciadas sólo para ser avergonzadas, despedidas, ridiculizadas y menospreciadas". La secretaria de prensa de la Casa Blanca, Stephanie Grisham, describió la demanda como "frívola" y afirmó que la historia de Carroll era fraudulenta.
En septiembre de 2020, abogados gubernamentales del Departamento de Justicia (DOJ) afirmaron que Trump había actuado en su capacidad oficial mientras respondía a la acusación de Carroll; afirmaron que la Ley Federal de Reclamaciones por Agravios[a] otorga a su departamento el derecho de tomar el caso de los abogados privados de Trump y trasladarlo a un tribunal federal. Esto habría puesto fin a la demanda, ya que el gobierno no puede ser demandado por difamación.[60] La abogada de Carroll, Roberta A. Kaplan, afirmó que "el esfuerzo de Trump por ejercer el poder del gobierno de los Estados Unidos para evadir la responsabilidad por su mala conducta privada no tiene precedentes". En octubre de 2020, el juez del Tribunal de Distrito de los Estados Unidos Lewis A. Kaplan (no relacionados) rechazó la moción del DOJ, argumentando que el presidente no es un empleado del gobierno y que los comentarios de Trump no estaban relacionados con su trabajo. El mes siguiente, el Departamento de Justicia presentó una apelación ante el Tribunal de Apelaciones del Segundo Circuito.
En junio de 2021, el Departamento de Justicia argumentó ante el tribunal de apelaciones del Segundo Circuito que los abogados del Departamento de Justicia deberían defender a Trump como empleado federal. El 27 de septiembre de 2022, el tribunal de apelaciones dictaminó que “no podemos decir qué haría el Distrito” en términos de permitir que Trump sea protegido por su anterior cargo como presidente de Estados Unidos. El 19 de octubre, Trump fue declarado testigo en el caso. En enero de 2023, el tribunal de apelaciones del Distrito de Columbia (D.C.) celebró argumentos orales ante un panel completo de jueces. Los abogados de Trump argumentaron que sus comentarios entraban dentro del ámbito de su empleo, mientras que algunos jueces señalaron que la ley de D.C. responsabiliza a los empleadores cuando sus empleados causan daños a personas en el ámbito de su empleo, pero no de otra manera.
El 24 de noviembre de 2022, Carroll demandó a Trump por agresión en Nueva York en virtud de la Ley de Sobrevivientes Adultos, una ley aprobada en mayo anterior que permitió brevemente a las víctimas de agresión sexual presentar demandas civiles independientemente de los plazos de prescripción vencidos. Carroll volvió a presentar una denuncia de difamación, citando declaraciones que Trump hizo en octubre.En febrero de 2023, el juez Kaplan fijó la fecha del juicio para el 25 de abril.
El 13 de abril de 2023, Carroll reveló que parte de sus gastos legales fueron financiados por Reid Hoffman, cofundador de LinkedIn, capitalista de riesgo y donante del Partido Demócrata.
El 9 de mayo de 2023, un jurado compuesto por seis hombres y tres mujeres declaró a Trump responsable de abuso sexual, agresión y difamación. Sobre la cuestión de la violación, el jurado consideró que no estaba probado que Trump la hubiera violado como lo especifica la ley de Nueva York, que especifica la violación como la penetración forzada y no consensuada con el pene. El jurado encontró a Trump responsable de abuso sexual porque la penetró digitalmente sin su consentimiento. Carroll recibió 5 millones de dólares en concepto de daños y perjuicios. CBS News declaró: "Encontraron a Trump responsable de abuso sexual, no de agresión sexual". un 'chiflado'. Presentó un recurso de apelación ante el Tribunal de Apelaciones del Segundo Circuito el 11 de mayo de 2023.
El 23 de mayo de 2023, solicitando 10 millones de dólares por daños y perjuicios adicionales, Carroll pidió al tribunal que ampliara la demanda por difamación de 2019 para incluir los comentarios de Trump posteriores al veredicto en CNN y Truth Social.  El tribunal aceptó la moción y el segundo juicio por difamación fue programado para el 15 de enero de 2024.
En junio de 2023, Trump contrademandó a Carroll por difamación después de que ella le dijera a CNN que "sí, la violó" en respuesta a una pregunta acerca de que el jurado no lo encontró responsable de ese delito. El juez Kaplan desestimó la demanda en agosto y dictaminó que la acusación de violación de Carroll contra Trump era sustancialmente cierta.
En septiembre de 2023, el juez Kaplan emitió una sentencia sumaria a favor de Carroll, afirmando que los hechos establecidos por el jurado de primera instancia eran indiscutibles. El 16 de enero de 2024, después de que Joe Tacopina abandonara su representación de Trump justo cuando el caso estaba a punto de reanudarse, el ex abogado de Trump, Tim Parlatore, dijo que pensaba que Tacopina, en procedimientos anteriores, "...apenas había interrogado a Jean Carroll". "
El día 26 de enero de 2024, un jurado federal declaró culpable a Donald Trump en el juicio por difamación que inició el año pasado la escritora E. Jean Carroll y lo condenó a pagar 83,3 millones de dólares por daños y perjuicios por difamación

## Caso contra Les Moonves
Carroll fue una de las 13 mujeres que acusaron al presidente y director ejecutivo de CBS Corporation, Les Moonves, de agresión sexual en 2019. Ella dice que el incidente ocurrió a fines de la década de 1990 en el ascensor de un hotel después de entrevistar a Moonves para una historia; él negó la acusación.

## Vida personal
Carroll vive en el norte del estado de Nueva York. Vivió en Montana con su primer marido, Stephen Byers, antes de mudarse a la ciudad de Nueva York para seguir una carrera como periodista. Ella y Byers se divorciaron en 1984. Su segundo matrimonio fue con John Johnson, un presentador y artista. Carroll y Johnson se divorciaron en 1990.